# Vito Petrella
Vito Petrella (né le 12 avril 1965 à Gloucester, au Royaume-Uni) est un athlète italien, spécialiste du 400 mètres.

## Biographie
Il remporte la médaille de bronze du relais 4 × 400 m lors des Championnats du monde en salle 1991, à Séville, en compagnie de Marco Vaccari, Alessandro Aimar et Andrea Nuti. L'équipe d'Italie, qui établit le temps de 3 min 05 s 51, est devancée par l'Allemagne et les États-Unis. .
Il fait partie de l'équipe italienne qui lors des Championnats d'Europe d'athlétisme 1986 à Stuttgart obtient le record du relais 4 × 400 m en 3 min 1 s 37, actuel record d'Italie : l'équipe était également composée de Bongiorni, Ribaud et Zuliani..

### Palmarès
| Date | Compétition                    | Lieu      | Résultat | Épreuve   |
| ---- | ------------------------------ | --------- | -------- | --------- |
| 1986 | Championnats d'Europe          | Stuttgart | 4e       | 4 × 400 m |
| 1988 | Championnats d'Europe en salle | Budapest  | 5e       | 400 m     |
| 1989 | Championnats d'Europe en salle | La Haye   | 6e       | 400 m     |
| 1990 | Championnats d'Europe          | Split     | 4e       | 4 × 400 m |
| 1991 | Championnats du monde en salle | Séville   | 3e       | 4 × 400 m |

### Records
| Épreuve | Épreuve   | Performance | Lieu       | Date         |
| ------- | --------- | ----------- | ---------- | ------------ |
| 400 m   | Plein air | 46 s 15     | Sestrières | 10 août 1988 |
| 400 m   | Salle     |             |            |              |